# Vuladdore Reef
Vuladdore Reef (kinesiska: Yuzhuo Jiao,  玉琢礁) är ett rev bland Paracelöarna i Sydkinesiska havet.  Paracelöarna har annekterats av Kina, men Taiwan och Vietnam gör också anspråk på dem.